# Tethionea cheesmanae
Tethionea cheesmanae är en skalbaggsart som beskrevs av J. Linsley Gressitt 1955. Tethionea cheesmanae ingår i släktet Tethionea och familjen långhorningar. Inga underarter finns listade i Catalogue of Life.